# 利伯蒂鎮區 (密歇根州傑克遜縣)
利伯蒂鎮區（英語：Liberty Township）是位於美國密歇根州傑克遜縣的一個行政鎮區。

## 地方資料
利伯蒂鎮區的面積為92.26平方千米，當中陸地面積為88.76平方千米，而水域面積為0.50平方千米。根據2020年美國人口普查的數據，當地共有人口3059人，而人口密度為每平方千米33.16人。